# 11108 Hachimantai
11108 Hachimantai (1995 UJ6) là một tiểu hành tinh vành đai chính được phát hiện ngày 27 tháng 10 năm 1995 bởi T. Kobayashi ở Oizumi.